# Temporada da Indy Lights de 1994
Essa foi a 9° temporada do campeonato.

## Equipes e pilotos
Este gráfico reflete apenas as combinações confirmadas e citadas de piloto, motor e equipe.
| Equipe                          | Chassis | Motor     | Pneus | No. | Piloto(s)             | Etapa(s) |
| ------------------------------- | ------- | --------- | ----- | --- | --------------------- | -------- |
| Tasman Motorsports              | Lola    | Chevrolet | G     | 2   | Steve Robertson       | Todas    |
| Tasman Motorsports              | Lola    | Chevrolet | G     | 3   | André Ribeiro         | Todas    |
| Greg Moore Racing               | Lola    | Honda     | G     | 99  | Greg Moore            | Todas    |
| Greg Moore Racing               | Lola    | Honda     | G     | 33  | César Jiménez         |          |
| Stewart Racing                  | Lola    | Chevrolet | G     | 86  | Pedro Chaves          | Todas    |
| Stewart Racing                  | Lola    | Chevrolet | G     | 36  | David DeSilva         | Todas    |
| Dick Simon Racing               | Lola    | Honda     | G     | 90  | Nick Firestone        | Todas    |
| Dick Simon Racing               | Lola    | Honda     | G     | 23  | Jack Miller           | Todas    |
| Leading Edge Motorsport         | Lola    | Honda     | G     | 4   | Alex Padilla          | Todas    |
| Leading Edge Motorsport         | Lola    | Honda     | G     | 15  | Roberto Quintanilla   |          |
| Summitt Entertainment           | Lola    | Chevrolet | G     | 51  | Doug Boyer            |          |
| Summitt Entertainment           | Lola    | Chevrolet | G     | 52  | Richard Nauert        |          |
| Bradley Motorsports             | Lola    | Chevrolet | G     | 7   | Buzz Calkins          | Todas    |
| Bradley Motorsports             | Lola    | Chevrolet | G     | 8   | Sohrab Amirsardari    |          |
| RaysCar Racing                  | Lola    | Chevrolet | G     | 9   | Ray Richter           |          |
| RaysCar Racing                  | Lola    | Chevrolet | G     | 10  | Juan Carlos Carbonell |          |
| Team Leisy/Puterbaugh           | Lola    | Chevrolet | G     | 11  | Harry Puterbaugh      |          |
| Team Leisy/Puterbaugh           | Lola    | Chevrolet | G     | 74  | Rob Wilson            |          |
| Predefinição:USAv Martin Racing | Lola    | Honda     | G     | 38  | Tom Stefani           |          |
| Predefinição:USAv Martin Racing | Lola    | Honda     | G     | 39  | Jeff Ward             |          |
| TransAtlantic Racing            | Lola    | Honda     | G     | 93  | Scott Schubot         | Todas    |
| TransAtlantic Racing            | Lola    | Honda     | G     | 22  | Enrique Contreras     |          |
| Dorricott Racing                | Lola    | Chevrolet | G     | 18  | Bob Dorricott, Jr.    | Todas    |
| Dorricott Racing                | Lola    | Chevrolet | G     | 19  | David Pook            |          |
| Team Shierson                   | Lola    | Chevrolet | G     | 20  | Chris Smith           |          |
| Team Shierson                   | Lola    | Chevrolet | G     | 35  | Bob Reid              | Todas    |
| Canaska Racing                  | Lola    | Chevrolet | G     | 66  | Patrick Carpentier    |          |
| Canaska Racing                  | Lola    | Chevrolet | G     | 78  | Trevor Seibert        |          |
| McCormack Racing                | Lola    | Chevrolet | G     | 25  | Niclas Jönsson        |          |
| K.O.T. Racing                   | Lola    | Chevrolet | G     | 68  | Rick Hill             |          |
| Newman/Haas Racing              | Lola    | Chevrolet | G     | 92  | Eddie Lawson          | Todas    |
| Newman/Haas Racing              | Lola    | Chevrolet | G     | 53  | Frédéric Gosparini    |          |
| Forti Corse                     | Lola    | Chevrolet | G     | 16  | Markus Liesner        |          |

## Calendário
| #  | Data           | Grande Prêmio       | Circuito                                 | Local                         |
| -- | -------------- | ------------------- | ---------------------------------------- | ----------------------------- |
| 1  | 10 de Abril    | GP de Phoenix       | O Phoenix International Raceway          | Phoenix, Arizona              |
| 2  | 17 de Abril    | GP de Long Beach    | R Ruas de Long Beach                     | Long Beach, Califórnia        |
| 3  | 5 de Junho     | GP de Milwaukee     | O Milwaukee Mile                         | Milwaukee, Wisconsin          |
| 4  | 12 de Junho    | GP de Detroit       | R Renaissance Center                     | Detroit, Michigan             |
| 5  | 26 de Junho    | GP de Portland      | R Portland International Raceway         | Portland, Oregon              |
| 6  | 10 de Julho    | GP de Cleveland     | R Aeroporto de Cleveland Burke Lakefront | Cleveland, Ohio               |
| 7  | 17 de Julho    | GP de Toronto       | R Circuito de Rua de Toronto             | Toronto, Ontário              |
| 8  | 14 de Agosto   | GP de Mid-Ohio      | R Mid-Ohio Sports Car Course             | Lexington, Ohio               |
| 9  | 21 de Agosto   | GP de New Hampshire | O New Hampshire Motor Speedway           | Loudon, Nova Hampshire        |
| 10 | 4 de Setembro  | GP de Vancouver     | R Ruas de Vancouver                      | Vancouver, Colúmbia Britânica |
| 11 | 18 de Setembro | GP de Nazareth      | O Nazareth Speedway                      | Nazareth, Pensilvânia         |
| 12 | 9 de Outubro   | GP de Laguna Seca   | R Laguna Seca Raceway                    | Monterey, Califórnia          |

## Resultados
| #  | Grande Prêmio       | Pole position    | Volta mais rápidas | Vencedores      | Vencedores         | Info   |
| #  | Grande Prêmio       | Pole position    | Volta mais rápidas | Piloto          | Equipe             | Info   |
| -- | ------------------- | ---------------- | ------------------ | --------------- | ------------------ | ------ |
| 1  | GP de Phoenix       | Greg Moore       | David DeSilva      | Greg Moore      | Greg Moore Racing  | [ 5 ]  |
| 2  | GP de Long Beach    | Eddie Lawson     | Rick Hill          | Steve Robertson | Tasman Motorsports | [ 6 ]  |
| 3  | GP de Milwaukee     | André Ribeiro    | Steve Robertson    | Steve Robertson | Tasman Motorsports | [ 7 ]  |
| 4  | GP de Detroit       | Steve Robertson  | Steve Robertson    | Steve Robertson | Tasman Motorsports | [ 8 ]  |
| 5  | GP de Portland      | André Ribeiro    | André Ribeiro      | André Ribeiro   | Tasman Motorsports | [ 9 ]  |
| 6  | GP de Cleveland     | Pedro Chaves     | Nick Firestone     | Eddie Lawson    | Newman/Haas Racing | [ 10 ] |
| 7  | GP de Toronto       | Greg Moore       | Nick Firestone     | Steve Robertson | Tasman Motorsports | [ 11 ] |
| 8  | GP de Mid-Ohio      | André Ribeiro    | André Ribeiro      | André Ribeiro   | Tasman Motorsports | [ 12 ] |
| 9  | GP de New Hampshire | Steve Robertson  | Greg Moore         | Greg Moore      | Greg Moore Racing  | [ 13 ] |
| 10 | GP de Vancouver     | Alex Padilla     | Greg Moore         | André Ribeiro   | Tasman Motorsports | [ 14 ] |
| 11 | GP de Nazareth      | Bob Dorricott Jr | Greg Moore         | Greg Moore      | Greg Moore Racing  | [ 15 ] |
| 12 | GP de Laguna Seca   | André Ribeiro    | André Ribeiro      | André Ribeiro   | Tasman Motorsports | [ 16 ] |

## Classificação Final

### Resultado após doze etapas
Para cada corrida os pontos foram premiados: 20 pontos para o vencedor, 16 para o vice-campeão, 14 para o terceiro lugar, 12 para o quarto lugar, 10 para o quinto lugar, 8 para o sexto lugar, 6 sétimo, diminuindo para 1 ponto 12º lugar. Pontos adicionais foram concedidos ao vencedor da pole (1 ponto) e ao piloto que liderou a maioria das voltas (1 ponto).
| Pos | Driver                | STP | PHX | LBH | ALA | IGP | TEX | ROA | IOW | TOR | MDO | POC | GAT | Pts |
| --- | --------------------- | --- | --- | --- | --- | --- | --- | --- | --- | --- | --- | --- | --- | --- |
| 1   | Steve Robertson       | 2   | 1   | 1   | 1   | 4   | 7   | 1   | 4   | 3   | 2   | 4   | 8   | 179 |
| 2   | André Ribeiro         | 4   | RET | RET | 4   | 1   | 5   | 2   | 1   | 2   | 1   | 2   | 1   | 170 |
| 3   | Greg Moore            | 1   | 2   | 3   | 7   | 5   | 2   | RET | 7   | 1   | 5   | 1   | 5   | 154 |
| 4   | Eddie Lawson          | 3   | RET | 2   | 2   | 3   | 1   | 5   | 2   | 11  | 7   | 5   | 3   | 139 |
| 5   | Pedro Chaves          | 7   | 3   | 7   | 3   | 2   | 3   | RET | 3   | 5   | 4   | 6   | 2   | 132 |
| 6   | Nick Firestone        | RET | 4   | 12  | 5   | RET | 4   | 3   | 5   | 9   | RET | 10  | 7   | 72  |
| 7   | Alex Padilla          | RET | RET | RET | 6   | RET | 8   | 4   | 8   | 4   | 3   | 7   | 13  | 63  |
| 8   | Doug Boyer            | RET | 7   | RET |     | 6   | 6   | 6   | RET | 8   | RET | RET | 4   | 47  |
| 9   | David DeSilva         | 6   | 5   | 6   | RET | 11  | DNS | RET | 9   | RET | 11  | 9   | 6   | 46  |
| 10  | Buzz Calkins          | 8   | 14  | 8   | 11  | 7   | 10  | 7   | 10  | 6   | 10  | RET | RET | 41  |
| 11  | Scott Schubot         | 11  | 8   | 10  | 10  | 14  | 11  | RET | 11  | 12  | 6   | 15  | 14  | 26  |
| 12  | Rob Wilson            | 10  | RET | 5   | 9   | 9   |     |     |     |     |     | 12  |     | 22  |
| 13  | Bob Dorricott Jr      | RET | 10  | RET | RET | RET | RET | 10  | 14  | 7   | 8   | RET | RET | 18  |
| 14  | David Pook            |     | 11  | 4   | RET | 10  | RET |     |     |     |     | RET | 12  | 18  |
| 15  | Jeff Ward             |     |     |     |     |     |     |     |     |     |     | 3   | 11  | 16  |
| 16  | Jack Miller           | RET | 9   | 9   | RET | 12  | RET | RET | 17  | 10  | 12  | 14  | RET | 14  |
| 17  | Bob Reid              | RET | 15  | 11  | RET | 13  | 12  | 8   | 16  | RET | 9   | 13  | 16  | 12  |
| 18  | Markus Liesner        | 5   | DNS |     |     |     |     |     |     |     |     |     |     | 10  |
| 19  | Chris Smith           | 9   | RET |     | 8   | RET | 13  | RET | 15  |     | RET |     |     | 9   |
| 20  | Rick Hill             |     | 6   |     |     | RET |     |     | 13  |     | RET |     |     | 8   |
| 21  | Patrick Carpentier    |     |     |     |     |     |     | RET | 6   |     |     |     |     | 8   |
| 22  | Roberto Quintanilla   | RET | 13  | RET | 12  | 8   |     | RET |     |     | RET | 11  |     | 8   |
| 23  | Trevor Seibert        |     |     |     |     |     |     |     |     |     | RET | 8   |     | 5   |
| 24  | Frédéric Gosparini    |     |     |     |     |     | 9   |     |     |     |     |     | 15  | 4   |
| 25  | Enrique Contreras     |     |     |     | RET |     | RET | 9   |     |     |     |     |     | 4   |
| 26  | Niclas Jönsson        |     |     |     |     |     |     |     |     |     |     |     | 9   | 4   |
| 27  | Juan Carlos Carbonell |     |     |     |     |     |     |     |     |     |     |     | 10  | 3   |
| 28  | Sohrab Amirsardari    |     | RET |     |     |     |     | 11  |     | RET | RET |     |     | 2   |
| 29  | Richard Nauert        |     | 12  |     |     |     |     |     |     |     |     |     |     | 1   |
| 30  | César Jiménez         |     |     |     |     |     | RET |     | 12  |     | RET |     | 17  | 1   |
| 31  | Ray Richter           |     | 16  |     | 13  | RET | RET | RET |     |     |     |     |     | 0   |
| 32  | Harry Puterbaugh      |     |     |     |     |     |     |     | 18  | RET |     | 16  | RET | 0   |
| 33  | Tom Stefani           |     |     |     |     |     |     |     | RET |     |     |     |     | 0   |
| Pos | Driver                | STP | PHX | LBH | ALA | IMS | TEX | ROA | IOW | TOR | MDO | POC | GAT | Pts |

| Pos | Driver                | STP | PHX | LBH | ALA | IGP | TEX | ROA | IOW | TOR | MDO | POC | GAT | Pts |
| --- | --------------------- | --- | --- | --- | --- | --- | --- | --- | --- | --- | --- | --- | --- | --- |
| 1   | Steve Robertson       | 2   | 1   | 1   | 1   | 4   | 7   | 1   | 4   | 3   | 2   | 4   | 8   | 179 |
| 2   | André Ribeiro         | 4   | RET | RET | 4   | 1   | 5   | 2   | 1   | 2   | 1   | 2   | 1   | 170 |
| 3   | Greg Moore            | 1   | 2   | 3   | 7   | 5   | 2   | RET | 7   | 1   | 5   | 1   | 5   | 154 |
| 4   | Eddie Lawson          | 3   | RET | 2   | 2   | 3   | 1   | 5   | 2   | 11  | 7   | 5   | 3   | 139 |
| 5   | Pedro Chaves          | 7   | 3   | 7   | 3   | 2   | 3   | RET | 3   | 5   | 4   | 6   | 2   | 132 |
| 6   | Nick Firestone        | RET | 4   | 12  | 5   | RET | 4   | 3   | 5   | 9   | RET | 10  | 7   | 72  |
| 7   | Alex Padilla          | RET | RET | RET | 6   | RET | 8   | 4   | 8   | 4   | 3   | 7   | 13  | 63  |
| 8   | Doug Boyer            | RET | 7   | RET |     | 6   | 6   | 6   | RET | 8   | RET | RET | 4   | 47  |
| 9   | David DeSilva         | 6   | 5   | 6   | RET | 11  | DNS | RET | 9   | RET | 11  | 9   | 6   | 46  |
| 10  | Buzz Calkins          | 8   | 14  | 8   | 11  | 7   | 10  | 7   | 10  | 6   | 10  | RET | RET | 41  |
| 11  | Scott Schubot         | 11  | 8   | 10  | 10  | 14  | 11  | RET | 11  | 12  | 6   | 15  | 14  | 26  |
| 12  | Rob Wilson            | 10  | RET | 5   | 9   | 9   |     |     |     |     |     | 12  |     | 22  |
| 13  | Bob Dorricott Jr      | RET | 10  | RET | RET | RET | RET | 10  | 14  | 7   | 8   | RET | RET | 18  |
| 14  | David Pook            |     | 11  | 4   | RET | 10  | RET |     |     |     |     | RET | 12  | 18  |
| 15  | Jeff Ward             |     |     |     |     |     |     |     |     |     |     | 3   | 11  | 16  |
| 16  | Jack Miller           | RET | 9   | 9   | RET | 12  | RET | RET | 17  | 10  | 12  | 14  | RET | 14  |
| 17  | Bob Reid              | RET | 15  | 11  | RET | 13  | 12  | 8   | 16  | RET | 9   | 13  | 16  | 12  |
| 18  | Markus Liesner        | 5   | DNS |     |     |     |     |     |     |     |     |     |     | 10  |
| 19  | Chris Smith           | 9   | RET |     | 8   | RET | 13  | RET | 15  |     | RET |     |     | 9   |
| 20  | Rick Hill             |     | 6   |     |     | RET |     |     | 13  |     | RET |     |     | 8   |
| 21  | Patrick Carpentier    |     |     |     |     |     |     | RET | 6   |     |     |     |     | 8   |
| 22  | Roberto Quintanilla   | RET | 13  | RET | 12  | 8   |     | RET |     |     | RET | 11  |     | 8   |
| 23  | Trevor Seibert        |     |     |     |     |     |     |     |     |     | RET | 8   |     | 5   |
| 24  | Frédéric Gosparini    |     |     |     |     |     | 9   |     |     |     |     |     | 15  | 4   |
| 25  | Enrique Contreras     |     |     |     | RET |     | RET | 9   |     |     |     |     |     | 4   |
| 26  | Niclas Jönsson        |     |     |     |     |     |     |     |     |     |     |     | 9   | 4   |
| 27  | Juan Carlos Carbonell |     |     |     |     |     |     |     |     |     |     |     | 10  | 3   |
| 28  | Sohrab Amirsardari    |     | RET |     |     |     |     | 11  |     | RET | RET |     |     | 2   |
| 29  | Richard Nauert        |     | 12  |     |     |     |     |     |     |     |     |     |     | 1   |
| 30  | César Jiménez         |     |     |     |     |     | RET |     | 12  |     | RET |     | 17  | 1   |
| 31  | Ray Richter           |     | 16  |     | 13  | RET | RET | RET |     |     |     |     |     | 0   |
| 32  | Harry Puterbaugh      |     |     |     |     |     |     |     | 18  | RET |     | 16  | RET | 0   |
| 33  | Tom Stefani           |     |     |     |     |     |     |     | RET |     |     |     |     | 0   |
| Pos | Driver                | STP | PHX | LBH | ALA | IMS | TEX | ROA | IOW | TOR | MDO | POC | GAT | Pts |

| Cor             | Resultado                            |
| --------------- | ------------------------------------ |
| Ouro            | Vencedor                             |
| Prata           | 2º lugar                             |
| Bronze          | 3º lugar                             |
| Verde           | 4º e 5º lugares                      |
| Azul claro      | 6º–10º lugares                       |
| Azul escuro     | Completou a corrida (fora do Top 10) |
| Roxo            | Não completou a corrida              |
| Vermelho        | Não se classificou (NQ)              |
| Marrom          | Retirou-se da corrida (Wth)          |
| Preto           | Desclassificado (DSQ)                |
| Vermelho escuro | Não largou (DNS)                     |
| Vermelho escuro | Abandonou a corrida (C)              |
| Vazio           | Não participou                       |